# Уильямс, Тиффани
Тиффани Мартения Уильямс (англ. Tiffany Marthenia Williams; род. 5 февраля 1983, Майами, Флорида), в девичестве Росс (англ. Ross) — американская легкоатлетка, специалистка по бегу на короткие дистанции и барьерному бегу. Выступала за сборную США по лёгкой атлетике в 2000-х и 2010-х годах, чемпионка мира среди юниоров, обладательница серебряной медали чемпионата мира в помещении, двукратная чемпионка США, участница летних Олимпийских игр в Пекине.

## Биография
Тиффани Уильямс родилась 5 февраля 1983 года в городе Майами, штат Флорида.
Занималась лёгкой атлетикой во время учёбы в Южно-Каролинском университете, состояла в университетской легкоатлетической команде South Carolina Gamecocks, с которой успешно выступала на различных студенческих соревнованиях, в частности выигрывала чемпионаты первого дивизиона Национальной ассоциации студенческого спорта (NCAA) в эстафете 4 × 400 метров на открытом стадионе и в помещении. Трижды подряд становилась чемпионкой SEC, в общей сложности 15 раз получала статус всеамериканской спортсменки.
Первого серьёзного успеха на международном уровне добилась в сезоне 2002 года, когда вошла в состав американской национальной сборной и выступила на юниорском мировом первенстве в Кингстоне, где стала четвёртой в беге на 400 метров с барьерами и вместе с соотечественницами одержала победу в эстафете 4 × 400 метров.
В 2006 году на чемпионате мира в помещении в Москве выиграла серебряную медаль в эстафете 4 × 400 метров, уступив на финише лишь команде из России. Помимо этого, в 400-метровом барьерном беге получила серебро на Всемирном легкоатлетическом финале в Штутгарте.
В 2007 году в беге на 400 метров с барьерами одержала победу на чемпионате США в Индианаполисе, стала седьмой на чемпионате мира в Осаке и пятой на Всемирном легкоатлетическом финале в Штутгарте.
В 2008 году на чемпионате США в Юджине, где также производился национальный олимпийский отбор, превзошла всех соперниц в 400-метровом барьерном беге и тем самым удостоилась права защищать честь страны на летних Олимпийских играх в Пекине. На Олимпиаде в финале бега на 400 метров с барьерами с результатом 57,55 финишировала восьмой. Позднее в той же дисциплине взяла бронзу на Всемирном легкоатлетическом финале в Штутгарте.
В 2009 году в барьерном беге на 400 метров заняла пятое место на чемпионате мира в Берлине и седьмое место на Всемирном легкоатлетическом финале в Салониках.
В 2015 году отметилась победой в беге на 400 метров и эстафете 4 × 400 метров на чемпионате Северной и Центральной Америки и Карибского бассейна по легкой атлетике в Сан-Хосе.
Завершила спортивную карьеру по окончании сезона 2016 года.